# جون هندرسون لامونت
جون هندرسون لامونت هو قاضي وسياسي كندي، ولد في 12 نوفمبر 1865 في كندا، وتوفي في 10 مارس 1936 في أوتاوا في كندا. حزبياً، نشط في الحزب الليبرالي الكندي. وقد انتخب عضو المجلس التشريعي من ساسكاتشوان وانتخب justice of the Supreme Court of Canada ‏.